# إدوارد إس. أرونز
إدوارد إس. أرونز (بالإنجليزية: Edward S. Aarons)‏ (1916، فيلادلفيا في الولايات المتحدة - 16 يونيو 1975، نيو ميلفورد في الولايات المتحدة)؛ كاتب وروائي أمريكي. درس في جامعة كولومبيا.

## روابط خارجية
- إدوارد إس. أرونز على موقع IMDb (الإنجليزية)